# Ithonidae
Ithonidae es una pequeña familia de insectos alados del orden Neuroptera. La familia contiene un total de diez géneros vivos, y doce géneros extintos descritos a partir de fósiles. Los itónidos modernos poseen una notable distribución disjunta, mientras que los géneros extintos tenían una distribución global. La familia está considerada una de las familias más primitivas de neurópteros vivos. Los itónidos pueden ser herbívoros. La familia ha sido expandida dos veces, la primera vez para incluir al género Rapisma, antiguamente ubicado en la familia monotipo Rapismatidae, y nuevamente en el 2010 para incluir a los géneros que habían estado en la familia Polystoechotidae.

## Descripción y ecología

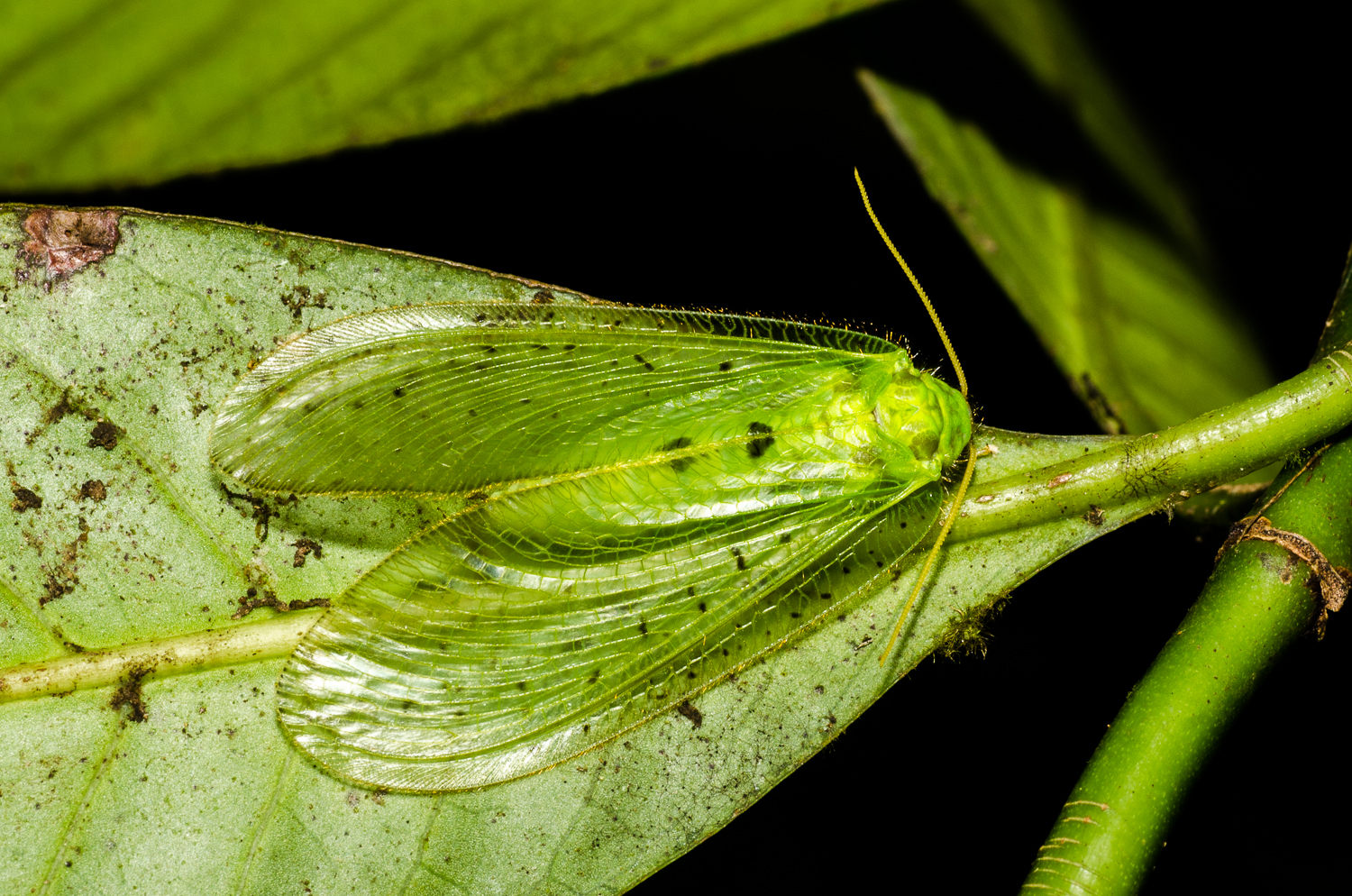
Especie Rapisma de los Ghats Occidentales.

Los itónidos son neurópteros de tamaño mediano a grande. P. S. Welch realizó investigaciones en el 1914 sobre larvas de "Polystoechotidae" llegando a la conclusión que las larvas eran carnívoras. El primer estadio de las larvas modernas es una larva carabaeiforme. Robert J. Tillyard describió por primera vez las larvas de Ithone fusca en 1922, haciendo notar su forma de grupa, que se asemeja a un escarabajos sanero y Cetoniinae, algo único entre las especies de Neuroptera. La forma extraña de las larvas de itónidos ha sido y continúa siendo un tema de interés entre los entomólogos. Tillyard sugirió que las larvas probablemente fueran carnívoras, depredando larvas de Scarabaeidae, atacándolas con sus grandes mandíbulas y "succionando sus jugos hasta dejarlas secas". Los estudios de Faulkner en 1990 mostraron que los itónidos inmaduros son herbívoros, una característica única entre los neurópteros. El género Rapisma antiguamente era considerado diferente de Ithonidae y colocado en la familia monotipo Rapismatidae. Estudios recientes se inclinan por incluirla en Ithonidae, aunque ello no siempre es aceptado, se encuentra avalado por los trabajos filogenéticos recientes. Existen registros de emergencias en masa de los géneros Oliarces e Ithone, por lo general durante las lluvias estacionales.

## Taxonomía
Los Ithonidae son considerados los miembros vivos más primitivos de Neuroptera. El género Rapisma anteriormente estaba considerado como el único género de la familia Rapismatidae, sin embargo a partir de trabajos realizados a fines del siglo XX se incluyó a Rapisma en Ithonidae. Las historias de Ithonidae y Polysteochotidae son más complejas, varios de sus géneros han sido transferidos entre ellas a lo largo del tiempo. El análisis filogenético y el secuenciamiento genético asociado de tres marcadores genéticos de las dos familias fue publicado en 2010. Los resultados de los análisis muestran un claro agrupamiento de los tres géneros australianos Ithone, Megalithone y Varnia en la familia Ithonidae, mientras que el resto de los géneros son ubicados en una familia Polysteochotidae expandida, dada la interrelación amplia entre los grupos, los autores optaron por combinar los dos en una única familia Ithonidae expandida.
Ithonidae forma un grupo hermano con las otras familias del suborden Hemerobiiformia.
Los géneros vivos de Ithonidae son:
- Adamsiana
- Fontecilla
- Ithone
- Megalithone
- Narodona
- Oliarces
- Platystoechotes
- Polystoechotes
- Rapisma
- Varnia

Ithonidae también incluye varios géneros extintos descritos a partir de fósiles datados entre el Jurásico temprano y el Eoceno tardío:
- †Allorapisma (Ypresiano, Estado de Washington)
- †Elektrithone Makarkin, Wedmann, & Weiterschan, 2014 (Luteciano, Ámbar del Báltico)[5]
- †Jurapolystoechotes
- †Kirgisella Martynov, 1925 (Oxfordiano/Kimmeridgiano; Kazajistán)[5]
- †Lasiosmylus Ren & Guo, 1996 (Barremiano; China)[5]
- †Mesopolystoechus Martynov, 1937(Jurásico medio, Kirguistán, Tayikistán, & China)[5]
- †Osmyloides Panfilov, 1980 (Oxfordiano/Kimmeridgiano; Kazajistán)[5]
- †Palaeopsychops Anderson, 2001 (Eoceno temprano; Dinamarca, Canadá, USA)[5]
- †Paleopterocalla (Panfilov, 1980) (Oxfordiano/Kimmeridgiano; Kazajistán)[5]
- †Panfilovdvia (Panfilov, 1980) (Oxfordiano/Kimmeridgiano; Kazajistán)[5]
- †Polystoechotites Archibald & Makarkin, 2006 (Eoceno temprano, Canadá & USA)[5]
- †Principiala Makarkin & Menon, 2007 (Barremiano-Aptiano; Brasil, Inglaterra & China)[5]

|  | \| \| †Allorapisma \| \| \| \| \| \| †Principiala \| \| \| \| |
|  |                                                               |
|  | Rapisma                                                       |
|  |                                                               |
|  | †Allorapisma                                                  |
|  |                                                               |
|  | †Principiala                                                  |
|  |                                                               |

|  | †Allorapisma |
|  |              |
|  | †Principiala |
|  |              |

|  | \| \| †Allorapisma \| \| \| \| \| \| †Principiala \| \| \| \| |
|  |                                                               |
|  | Rapisma                                                       |
|  |                                                               |
|  | †Allorapisma                                                  |
|  |                                                               |
|  | †Principiala                                                  |
|  |                                                               |

|  | †Allorapisma |
|  |              |
|  | †Principiala |
|  |              |

|  | Fontecilla     |
|  |                |
|  | Polystoechotes |
|  |                |

|  | \| \| †Allorapisma \| \| \| \| \| \| †Principiala \| \| \| \| |
|  |                                                               |
|  | Rapisma                                                       |
|  |                                                               |
|  | †Allorapisma                                                  |
|  |                                                               |
|  | †Principiala                                                  |
|  |                                                               |

|  | †Allorapisma |
|  |              |
|  | †Principiala |
|  |              |

|  | \| \| †Allorapisma \| \| \| \| \| \| †Principiala \| \| \| \| |
|  |                                                               |
|  | Rapisma                                                       |
|  |                                                               |
|  | †Allorapisma                                                  |
|  |                                                               |
|  | †Principiala                                                  |
|  |                                                               |

|  | †Allorapisma |
|  |              |
|  | †Principiala |
|  |              |

|  | Fontecilla     |
|  |                |
|  | Polystoechotes |
|  |                |

|  | Ithone      |
|  |             |
|  | Megalithone |
|  |             |
|  | Varnia      |
|  |             |

|  | \| \| †Allorapisma \| \| \| \| \| \| †Principiala \| \| \| \| |
|  |                                                               |
|  | Rapisma                                                       |
|  |                                                               |
|  | †Allorapisma                                                  |
|  |                                                               |
|  | †Principiala                                                  |
|  |                                                               |

|  | †Allorapisma |
|  |              |
|  | †Principiala |
|  |              |

|  | \| \| †Allorapisma \| \| \| \| \| \| †Principiala \| \| \| \| |
|  |                                                               |
|  | Rapisma                                                       |
|  |                                                               |
|  | †Allorapisma                                                  |
|  |                                                               |
|  | †Principiala                                                  |
|  |                                                               |

|  | †Allorapisma |
|  |              |
|  | †Principiala |
|  |              |

|  | Fontecilla     |
|  |                |
|  | Polystoechotes |
|  |                |

|  | \| \| †Allorapisma \| \| \| \| \| \| †Principiala \| \| \| \| |
|  |                                                               |
|  | Rapisma                                                       |
|  |                                                               |
|  | †Allorapisma                                                  |
|  |                                                               |
|  | †Principiala                                                  |
|  |                                                               |

|  | †Allorapisma |
|  |              |
|  | †Principiala |
|  |              |

|  | \| \| †Allorapisma \| \| \| \| \| \| †Principiala \| \| \| \| |
|  |                                                               |
|  | Rapisma                                                       |
|  |                                                               |
|  | †Allorapisma                                                  |
|  |                                                               |
|  | †Principiala                                                  |
|  |                                                               |

|  | †Allorapisma |
|  |              |
|  | †Principiala |
|  |              |

|  | Fontecilla     |
|  |                |
|  | Polystoechotes |
|  |                |

|  | Ithone      |
|  |             |
|  | Megalithone |
|  |             |
|  | Varnia      |
|  |             |